# Mottramiet
Het mineraal mottramiet is een lood-koper-vanadaat met de chemische formule PbCuVO4(OH).

## Eigenschappen
Het doorzichtig tot opaak bruine, bruinrode of (donker)groene mottramiet heeft een olie- tot vetglans, een licht bruingroene streepkleur en het mineraal kent geen splijting. Het kristalstelsel is orthorombisch. Mottramiet heeft een gemiddelde dichtheid van 5,95, de hardheid is 3,5 en het mineraal is niet radioactief.

## Naam
De naam van het mineraal mottramiet is afgeleid van de plaats waar het voor het eerst beschreven is, Mottram in Engeland.

## Voorkomen
De typelocatie van mottramiet is Mottram, St. Andrews, Cheshire, Verenigd Koninkrijk. Het mineraal wordt verder onder andere gevonden in de Tsumeb-mijn, Tsumeb, Namibië.